# Bohunice, Levice
Bohunice este o comună slovacă, aflată în districtul Levice din regiunea Nitra. Localitatea se află la altitudinea de 261 m deasupra n.m., se întinde pe o suprafață de 12,83 km2 și în 2017 număra 146 de locuitori.

## Istoric
Localitatea Bohunice este atestată documentar din 1270.

## Demografie
| An:                | 1994 | 2004    | 2014    | 2024    |
| ------------------ | ---- | ------- | ------- | ------- |
| Număr de persoane: | 174  | 153     | 133     | 159     |
| Diferență:         |      | −12,06% | −13,07% | +19,54% |

| An:                | 2023 | 2024   |
| ------------------ | ---- | ------ |
| Număr de persoane: | 156  | 159    |
| Diferență:         |      | +1,92% |